# Luxemburgse kampioenschappen veldrijden
De Luxemburgse kampioenschappen veldrijden zijn een jaarlijks terugkerende wedstrijd om te bepalen welke veldrijder er kampioen van Luxemburg wordt. De kampioenschappen worden gehouden sinds 1920. Sinds 2001 wordt er ook om een titel gestreden bij de vrouwen.

## Kampioenen

### Mannen
| Jaar | · Kampioen                 | · Zilver                   | · Brons                    |
| ---- | -------------------------- | -------------------------- | -------------------------- |
| 1920 | Félix Neyen                | Nicolas Marso              | Michel Wolff               |
| 1921 | Michel Wolff               | Nicolas Marso              | Nicolas Neu                |
| 1922 | Joseph Rasqui              | Michel Wolff               | Jean-Pierre Engel          |
| 1923 | Nicolas Frantz             | Michel Wolff               | Joseph Rasqui              |
| 1924 | Nicolas Frantz             | Jean-Pierre Engel          | Charles Krier              |
| 1925 | Jean-Pierre Engel          | Charles Krier              | Joseph Rasqui              |
| 1926 | Jean-Pierre Engel          | Nicolas Frantz             | Charles Krier              |
| 1928 | Josy Kraus                 | Justin Goedert             | Norbert Sinner             |
| 1929 | Charles Krier              | Josy Kraus                 | Jean-Pierre Müller         |
| 1930 | Josy Kraus                 | Jean-Pierre Müller         | Charles Krier              |
| 1931 | Josy Kraus                 | Jean-Pierre Müller         | Jean Ferrari               |
| 1932 | Jean-Pierre Müller         | Arnold Schaack             |                            |
| 1933 | Josy Mersch                | Jean-Pierre Müller         | Arsène Mersch              |
| 1934 | Josy Mersch                | Arsène Mersch              | Marcel Schneider           |
| 1935 | Josy Mersch                | Arsène Mersch              | Mathias Clemens            |
| 1936 | Arsène Mersch              | Josy Mersch                | Pierre Clemens             |
| 1937 | Josy Mersch                | Arsène Mersch              | Abramo Dall`Agnol          |
| 1938 | Arsène Mersch              | Abramo Dall`Agnol          |                            |
| 1939 | Arsène Mersch              | Abramo Dall`Agnol          | Joseph Bintener            |
| 1940 | Mathias Clemens            | Lucien Bidinger            | Abramo Dall`Agnol          |
| 1947 | Jean Goldschmit            | Jean Diederich             | Mathias Clemens            |
| 1948 | Jean Kirchen               | Abramo Dall`Agnol          | Marcel Poire               |
| 1949 | Roger Jacobs               | Jean Igel                  | Abramo Dall`Agnol          |
| 1950 | Roger Jacobs               | Pitty Scheer               | Jean Igel                  |
| 1951 | Roger Jacobs               | Jean Kirchen               | Pitty Scheer               |
| 1952 | Jean Kirchen               | Roger Ludwig               | Marco Thewes               |
| 1953 | Johnny Goedert             | Marco Thewes               | Pitty Scheer               |
| 1954 | Charly Gaul                | Johnny Goedert             | Pitty Scheer               |
| 1955 | Jean-Pierre Schmitz        | Pitty Scheer               | Marco Thewes               |
| 1956 | Jean Schmit                | Johnny Goedert             | Pitty Scheer               |
| 1957 | Jean Schmit                | Marco Thewes               | Raymond Kramp              |
| 1958 | Jean Schmit                | Marco Thewes               | Schwarz                    |
| 1959 | Marco Thewes               | Jean-Pierre Schmitz        | Gilbert Schmartz           |
| 1960 | Jean-Pierre Schmitz        | Marco Thewes               | Gilbert Schmartz           |
| 1961 | Jean Schmit                | Georges Richartz           | Robert Houdremont          |
| 1962 | Charly Gaul                | Raymond Jacobs             | Marco Thewes               |
| 1963 | Jean Schmit                | Nicolas Morn               | Jean-Pierre Witry          |
| 1964 | Nicolas Morn               | Gilbert Schmartz           | Marco Thewes               |
| 1965 | Jean Schmit                | Gilbert Schmartz           | Marco Thewes               |
| 1966 | Gilbert Schmartz           | Marco Thewes               | Roger Gilson               |
| 1967 | Nicolas Morn               | Georges Richartz           | Josy Johanns               |
| 1968 | Nicolas Morn               | Johny Michely              | Marco Thewes               |
| 1969 | Johny Michely              | Georges Richartz           | Lucien Zeimes              |
| 1970 | Lucien Zeimes              | Johny Michely              | Roger Gilson               |
| 1971 | Lucien Zeimes              | Johny Michely              | Nicolas Morn               |
| 1972 | Lucien Zeimes              | Lucien Didier              | Johny Michely              |
| 1973 | Johny Michely              | Lucien Didier              | Lucien Zeimes              |
| 1974 | Lucien Didier              | Johny Michely              | Georges Schranz            |
| 1975 | Johny Michely              | Lucien Zeimes              | Georges Schranz            |
| 1976 | Lucien Zeimes              | Johny Michely              | L. Laurens                 |
| 1977 | Roger Gilson               | Lucien Zeimes              | Nico Ney                   |
| 1978 | niet toegewezen            | Lucien Zeimes              | Jean Becker                |
| 1979 | Claude Michely             | Roger Gilson               | Lucien Zeimes              |
| 1980 | Claude Michely             | Roger Gilson               | Lucien Zeimes              |
| 1981 | Claude Michely             | Lucien Zeimes              | Nico Ney                   |
| 1982 | Claude Michely             | Lucien Zeimes              | Nico Ney                   |
| 1983 | Claude Michely             | Lucien Zeimes              | Jean-Pierre Drucker senior |
| 1984 | Claude Michely             | Nico Ney                   | André Heuertz              |
| 1985 | Claude Michely             | Henri Schnadt              | Pascal Triebel             |
| 1986 | Claude Michely             | Nico Ney                   | Daniel Wirth               |
| 1987 | Claude Michely             | Jean-Pierre Drucker senior | Olivier Triebel            |
| 1988 | Claude Michely             | Jean-Pierre Drucker senior | Olivier Triebel            |
| 1989 | Claude Michely             | Jean-Pierre Drucker senior | Pascal Meyers              |
| 1990 | Claude Michely             | Olivier Triebel            | Pascal Triebel             |
| 1991 | Jean-Pierre Drucker senior | Claude Michely             | Olivier Triebel            |
| 1992 | Jean-Pierre Drucker senior | Claude Michely             | Pascal Meyers              |
| 1993 | Pascal Meyers              | Jean-Pierre Drucker senior | Laurent Wack               |
| 1994 | Pascal Triebel             | Pascal Meyers              | Virgile Maus               |
| 1995 | Pascal Triebel             | Claude Michely             | Pascal Meyers              |
| 1996 | Pascal Triebel             | Pascal Meyers              | Virgile Maus               |
| 1997 | Pascal Triebel             | Claude Michely             | Max Becker                 |
| 1998 | Pascal Triebel             | Daniel Bintz               | Marco Lux                  |
| 1999 | Daniel Bintz               | Jerome Junker              | Jean-Pierre Serafini       |
| 2000 | Pascal Triebel             | Joel Schwinninger          | Jean-Pierre Serafini       |
| 2001 | Pascal Triebel             | Gusty Bausch               | Steve Fogen                |
| 2002 | Pascal Triebel             | Christian Poos             | Jean-Pierre Serafini       |
| 2003 | Gusty Bausch               | Pascal Triebel             | Jerome Junker              |
| 2004 | Tom Flammang               | Pascal Triebel             | Gusty Bausch               |
| 2005 | Gusty Bausch               | Tom Flammang               | Pascal Triebel             |
| 2006 | Jempy Drucker              | Gusty Bausch               | Pascal Triebel             |
| 2007 | Gusty Bausch               | Pascal Triebel             | Jempy Drucker              |
| 2008 | Jempy Drucker              | Gusty Bausch               | Pascal Triebel             |
| 2009 | Gusty Bausch               | Pit Schlechter             | Tom Flammang               |
| 2010 | Jempy Drucker              | Gusty Bausch               | Pit Schlechter             |
| 2011 | Jempy Drucker              | Gusty Bausch               | Pascal Triebel             |
| 2012 | Gusty Bausch               | Christian Helmig           | Pascal Triebel             |
| 2013 | Christian Helmig           | Massimo Morabito           | Scott Thiltges             |
| 2014 | Christian Helmig           | Massimo Morabito           | Tom Flammang               |
| 2015 | Christian Helmig           | Gusty Bausch               | Vincent Dias Dos Santos    |
| 2016 | Christian Helmig           | Gusty Bausch               | Massimo Morabito           |
| 2017 | Scott Thiltges             | Pit Schlechter             | Gusty Bausch               |
| 2018 | Søren Nissen               | Gusty Bausch               | Vincent Dias Dos Santos    |
| 2019 | Vincent Dias Dos Santos    | Gusty Bausch               | Scott Thiltges             |

#### Beloften
- 1999 : Kim Kirchen
- 2000 : Steve Fogen
- 2001 : Gusty Bausch
- 2002 : Gusty Bausch
- 2003 : Marc Ernster
- 2004 : Marc Ernster
- 2005 : Jempy Drucker
- 2006 : Jempy Drucker
- 2007 : Jempy Drucker
- 2008 : David Claerebout
- 2010 : Pit Schlechter
- 2011 : Pit Schlechter
- 2014 : Massimo Morabito
- 2015 : Massimo Morabito
- 2017 : Luc Turchi
- 2018 : Félix Schreiber
- 2019 : Nicolas Kess

#### Junioren
- 1996 : Max Becker
- 1997 : Steve Fogen
- 1998 : Gusty Bausch
- 1999 : Marc Bastian
- 2000 : Marc Ernster
- 2001 : Marc Ernster
- 2002 : Andy Schleck
- 2003 : Jempy Drucker
- 2004 : Jempy Drucker
- 2005 : Kim Michely
- 2006 : David Schloesser
- 2007 : Tom Thill
- 2008 : Vincent Dias Dos Santos
- 2009 : Bob Jungels
- 2010 : Bob Jungels
- 2011 : Tom Schwarmes
- 2012 : Sven Fritsch
- 2013 : Ken Mueller
- 2014 : Ken Mueller
- 2015 : Kevin Geniets
- 2016 : Michel Ries
- 2017 : Tristan Parrotto
- 2018 : Nicolas Kess
- 2019 : Loic Bettendorff

### Vrouwen

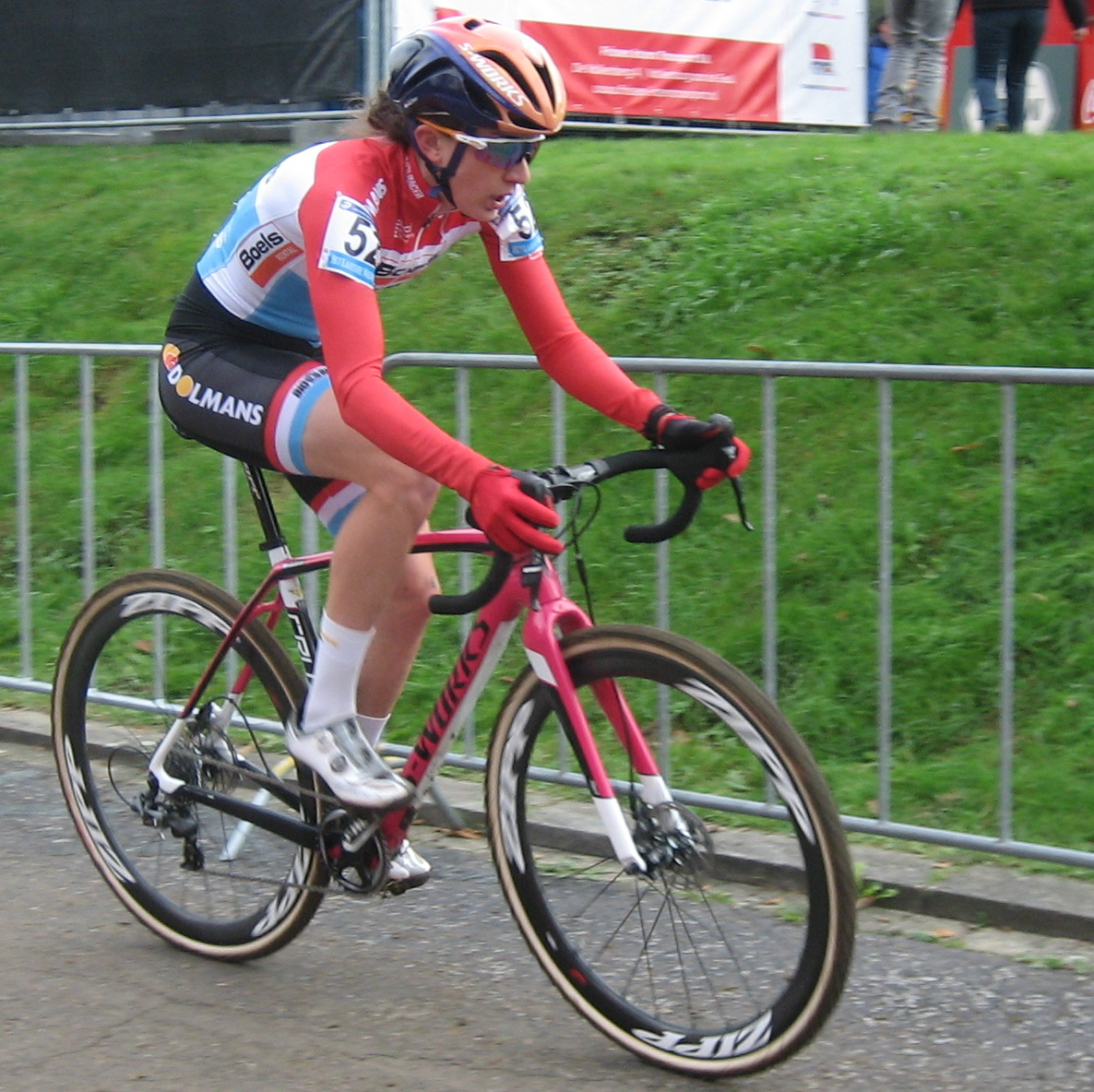
Christine Majerus won sinds 2010 elf keer.

| Jaar | · Kampioen          | · Zilver            | · Brons             |
| ---- | ------------------- | ------------------- | ------------------- |
| 1997 | Suzie Godart        |                     |                     |
| 1998 | Suzie Godart        | Veronique Raach     | Vanessa Junker      |
| 1999 | Suzie Godart        | Claude Hermann      |                     |
| 2001 | Suzie Godart        |                     |                     |
| 2002 | Suzie Godart        |                     |                     |
| 2003 | Suzie Godart        | Samantha Toschi     |                     |
| 2004 | Suzie Godart        | Nathalie Lamborelle |                     |
| 2006 | Isabelle Hoffmann   | Suzie Godart        |                     |
| 2007 | Nathalie Lamborelle | Suzie Godart        | Christine Majerus   |
| 2008 | Nathalie Lamborelle | Suzie Godart        | Christine Majerus   |
| 2009 | Suzie Godart        | Christine Majerus   | Nathalie Lamborelle |
| 2010 | Christine Majerus   | Anne-Marie Schmitt  | Alessia Merten      |
| 2011 | Christine Majerus   | Nathalie Lamborelle | Suzie Godart        |
| 2012 | Christine Majerus   | Suzie Godart        | Alessia Merten      |
| 2013 | Christine Majerus   | Suzie Godart        | Edie Antonia Rees   |
| 2014 | Christine Majerus   | Suzie Godart        | Beatrice Godart     |
| 2015 | Christine Majerus   | Suzie Godart        | Beatrice Godart     |
| 2016 | Christine Majerus   | Edie Antonia Rees   | Suzie Godart        |
| 2017 | Christine Majerus   | Nathalie Lamborelle | Suzie Godart        |
| 2018 | Christine Majerus   | Nathalie Lamborelle | Elise Maes          |
| 2019 | Christine Majerus   | Elise Maes          | Suzie Godart        |
| 2020 | Christine Majerus   | Elise Maes          | Pia Wiltgen         |